# Paul Grabö
Paul Grabö, född 29 maj 1918 i Sunds församling, Östergötlands län, död 5 februari 2002 i Bromma, var en svensk politiker (centerpartist) och borgarråd i Stockholm 1970–1979. 
Dessförinnan var Grabö ordförande för SLU:s studentförbund (sedermera Centerstudenter) 1946–1951.